# 朗热龙
朗热龙（法語：Langeron）是法国涅夫勒省的一个市镇，位于该省西南部，隔阿列河与谢尔省接壤，属于讷韦尔区。该市镇总面积20.26平方公里，2009年时的人口为395人。

## 交通
涅夫勒省省道D134线和D2076线在境内交汇。

## 人口
朗热龙人口变化图示